# Sibilia (Quetzaltenango)
Sibilia es un municipio del departamento de Quetzaltenango, localizado a 29 km de la ciudad de Quetzaltenango y a 216 km de la Ciudad de Guatemala en la región sur-occidente de la República de Guatemala.
En el siglo xxi el municipio se incorporó a la Mancomunidad Metrópoli de los Altos, una entidad que involucra a varios municipios de los departamentos de Quetzaltenango y Totonicapán y que promueve el desarrollo sostenible de los mismos a mediano y largo plazo.

## División política
Cuenta con un total de cuatro aldeas y diecinuevo caseríos que son:
| Categoría | Tipo |
| --------- | --- |
| Aldeas    | Chuicabal, El Rincón, La Unión y Piedra Grande |
| Caseríos  | - Colonia Chiquita - Monte Bello - El Barreal - Los Ángeles - Los Pocitos - La Laguna - Pacaché - Rachimaché - El País - Buena Vista - Las Brisas - El paraíso - Vista Hermosa - Vegas de Nazareth - La Selva - Nuevo Belén - San Luis - Patzacán - Loma de Enmedio |

## Geografía física
El municipio de Sibilia se encuentra a una distancia de 28 km² convirtiéndolo en uno de los más pequeños del departamento de Quetzaltenango. 

### Clima
El municipio se encuentra en la parte alta de terrenos montañosos y es por eso que su clima puede ser muy frío. 
La cabecera municipal de Sibilia tiene clima templado (Köppen: Cwb).
| Parámetros climáticos promedio de Sibilia | Parámetros climáticos promedio de Sibilia | Parámetros climáticos promedio de Sibilia | Parámetros climáticos promedio de Sibilia | Parámetros climáticos promedio de Sibilia | Parámetros climáticos promedio de Sibilia | Parámetros climáticos promedio de Sibilia | Parámetros climáticos promedio de Sibilia | Parámetros climáticos promedio de Sibilia | Parámetros climáticos promedio de Sibilia | Parámetros climáticos promedio de Sibilia | Parámetros climáticos promedio de Sibilia | Parámetros climáticos promedio de Sibilia | Parámetros climáticos promedio de Sibilia |
| Mes                                       | Ene.                                      | Feb.                                      | Mar.                                      | Abr.                                      | May.                                      | Jun.                                      | Jul.                                      | Ago.                                      | Sep.                                      | Oct.                                      | Nov.                                      | Dic.                                      | Anual                                     |
| ----------------------------------------- | ----------------------------------------- | ----------------------------------------- | ----------------------------------------- | ----------------------------------------- | ----------------------------------------- | ----------------------------------------- | ----------------------------------------- | ----------------------------------------- | ----------------------------------------- | ----------------------------------------- | ----------------------------------------- | ----------------------------------------- | ----------------------------------------- |
| Temp. máx. media (°C)                     | 16.4                                      | 16.8                                      | 18.3                                      | 18.9                                      | 18.2                                      | 17.3                                      | 17.2                                      | 17.6                                      | 17.1                                      | 16.5                                      | 16.8                                      | 16.7                                      | 17.3                                      |
| Temp. media (°C)                          | 9.1                                       | 9.4                                       | 10.7                                      | 11.9                                      | 12.7                                      | 12.5                                      | 12.4                                      | 12.2                                      | 12.3                                      | 11.7                                      | 10.6                                      | 10.1                                      | 11.3                                      |
| Temp. mín. media (°C)                     | 1.8                                       | 2.0                                       | 3.2                                       | 5.0                                       | 7.2                                       | 7.8                                       | 7.6                                       | 6.8                                       | 7.6                                       | 6.9                                       | 4.4                                       | 3.5                                       | 5.3                                       |
| Precipitación total (mm)                  | 7                                         | 7                                         | 16                                        | 57                                        | 176                                       | 237                                       | 162                                       | 197                                       | 269                                       | 165                                       | 29                                        | 9                                         | 1331                                      |
| Fuente: Climate-Data.org                  |                                           |                                           |                                           |                                           |                                           |                                           |                                           |                                           |                                           |                                           |                                           |                                           |                                           |

### Ubicación geográfica
Se encuentra a una distancia de 30 km de la cabecera departamental Quetzaltenango. 
Sus colindancias son:
- Norte: Cabricán y Huitán, municipio del departamento de Quetzaltenango
- Este: San Carlos Sija, municipio del departamento de Quetzaltenango
- Sur: San Carlos Sija, municipio del departamento de Quetzaltenango
- Oeste: San Marcos San Antonio Sacatepéquez y Río Blanco, municipios del departamento de San Marcos (Guatemala)[6]

|                                                       | Norte: Cabricán Huitán |                       |
| Oeste: San Marcos San Antonio Sacatepéquez Río Blanco |                        | Este: San Carlos Sija |
|                                                       | Sur: San Carlos Sija.  |                       |

## Gobierno municipal
Los municipios se encuentran regulados en diversas leyes de la República, que establecen su forma de organización, lo relativo a la conformación de sus órganos administrativos y los tributos destinados para los mismos.  Aunque se trata de entidades autónomas, se encuentran sujetos a la legislación nacional y las principales leyes que los rigen desde 1985 son:
| N.º | Ley                                                | Descripción |
| --- | -------------------------------------------------- | --- |
| 1   | Constitución Política de la República de Guatemala | Tiene una regulación legal específica para los municipios en los artículos 253 al 262. |
| 2   | Ley Electoral y de Partidos Políticos              | Ley de carácter constitucional aplicable a los municipios en el tema de la conformación de sus autoridades electas. |
| 3   | Código Municipal                                   | Decreto 12-2002 del Congreso de la República de Guatemala. Tiene la categoría de ley ordinaria y contiene preceptos generales aplicables a todos los municipios, e inclusive contiene legislación referente a la creación de los municipios.             |
| 4   | Ley de Servicio Municipal                          | Decreto 1-87 del Congreso de la República de Guatemala. Regula las relaciones entra la municipalidad y los servidores públicos en materia laboral. Tiene su base constitucional en el artículo 262 de la constitución que ordena la emisión de la misma. |
| 5   | Ley General de Descentralización                   | Decreto 14-2002 del Congreso de la República de Guatemala. Regula el deber constitucional del Estado, y por ende del municipio, de promover y aplicar la descentralización y desconcentración económica y administrativa.                                |

El gobierno de los municipios está a cargo de un Concejo Municipal mientras que el código municipal —ley ordinaria que contiene disposiciones que se aplican a todos los municipios— establece que «el concejo municipal es el órgano colegiado superior de deliberación y de decisión de los asuntos municipales […] y tiene su sede en la circunscripción de la cabecera municipal»; el artículo 33 del mencionado código establece que «[le] corresponde con exclusividad al concejo municipal el ejercicio del gobierno del municipio».
El concejo municipal se integra con el alcalde, los síndicos y concejales, electos directamente por sufragio universal y secreto para un período de cuatro años, pudiendo ser reelectos.
Existen también las Alcaldías Auxiliares, los Comités Comunitarios de Desarrollo (COCODE), el Comité Municipal del Desarrollo (COMUDE), las asociaciones culturales y las comisiones de trabajo. Los alcaldes auxiliares son elegidos por las comunidades de acuerdo a sus principios y tradiciones, y se reúnen con el alcalde municipal el primer domingo de cada mes, mientras que los Comités Comunitarios de Desarrollo y el Comité Municipal de Desarrollo organizan y facilitan la participación de las comunidades priorizando necesidades y problemas.

## Historia

### Tras la Independencia de Centroamérica
Conformación de los Distritos del Estado De Guatemala tras la iindependencia del Reino de Guatemala de España.
| - Mapa de Guatemala en 1839, elaborado por el arquitecto británico Frederick Catherwood, quien visitó Guatemala en compañía del explorador estadounidense John Lloyd Stephens en comisión del presidente de los Estados Unidos, Martin Van Buren. - La Asamblea Legislativa del recién creado Estado de Guatemala estableció los distritos para impartir justicia en su territorio en 1825, y Totonicapán fue sede del circuito del mismo nombre en el distrito N.° 9 (Totonicapán). |

### sigloXXI: Mancomunidad Metrópoli de Los Altos
Esta entidad se formó en el siglo xxi, cuenta con una extensión territorial de 871.06 km² y está compuesta por una población total de 364,258 habitantes. La Mancomunidad está conformada por los municipios de San Andrés Xecul y Totonicapán en el departamento de Totonicapán y por los municipios de San Carlos Sija, Sibilia, La Esperanza, San Juan Ostuncalco, Quetzaltenango, Zunil y Salcajá en el departamento de Quetzaltenango, los cuales se adhirieron a la entidad voluntariamente.  Los municipios son representados a través de sus Consejos Municipales y «promueve el desarrollo local, integral y sostenible de los municipios integrantes mediante la formulación de políticas públicas municipales, planes, programas y proyectos, la ejecución de obras y la prestación eficiente de los servicios de su competencia, en forma individual y conjunta».